# بون كارليل
بون كارليل (بالإنجليزية: Boone Carlyle)‏ هو شخصية خيالية قام بتمثيلها الممثل الأمريكي إيان سومرهالدر على تلفزيون هيئة الإذاعة الأمريكية (بالإنجليزية: ABC)‏، الذي يروي حياة الناجين من حادث تحطم طائرة في جنوب المحيط الهادئ. هو عرض بون في الحلقة التجريبية كالأخ غير الشقيق لشانون روذرفورد. انه يحاول أن يسهم بقدر ما في وسعه لسلامة من المنبوذين.